# Fuori (film)
Fuori è un film del 2025, diretto da Mario Martone.
È l'adattamento cinematografico del romanzo autobiografico di Goliarda Sapienza L'università di Rebibbia, del 1983.

## Trama
Nel 1980 la scrittrice Goliarda Sapienza viene arrestata a Roma, venendo incarcerata presso il carcere di Rebibbia per aver rubato dei gioielli a un'amica e amante. All'interno dell'istituto penitenziario conosce alcune detenute, legandosi in particolar modo all'attivista politica e delinquente romana Roberta, e a Barbara. Scarcerate, le tre donne proseguono la loro frequentazione divenendo sempre più complici e instaurando un rapporto di sorellanza. Il rapporto tra Goliarda e Roberta si fa sempre più profondo e intenso, portando la scrittrice a riscoprirsi umanamente.

## Produzione
Il film, diretto da Mario Martone e scritto dallo stesso con Ippolita Di Majo, è tratto dal romanzo autobiografico L'università di Rebibbia del 1983 di Goliarda Sapienza. Il film è stato prodotto da per Indigo Film, Rai Cinema, The Apartment, SRAB Films e Fremantle.
Le riprese si sono tenute a Roma per una durata di otto settimane, da giugno 2024.

## Promozione
Il trailer del film è stato diffuso online il 6 maggio 2025.

## Distribuzione
Il film è stato presentato in anteprima il 20 maggio 2025 in concorso al 78º Festival di Cannes e distribuito nelle sale italiane due giorni dopo.

## Accoglienza

### Incassi
Il film ha incassato 1947511 €.

### Critica internazionale
Il film ha ottenuto recensioni miste da parte della critica cinematografica internazionale, la quale non ha apprezzato la regia di Martone, rimanendo invece positivamente colpita dalla recitazione di Golino e De Angelis. Su Metacritic, sito che assegna un punteggio normalizzato su 100 in base a critiche selezionate, il film ha ottenuto un punteggio medio di 47 basato su cinque recensioni.
Jordan Mintzer del The Hollywood Reporter inizia la recensione affermando che «non è generalmente un buon segno quando le schede esplicative all'inizio e alla fine di un film forniscono informazioni vitali che mancano nel film stesso», trovando che la vita della scrittrice sia «un argomento che fa riflettere e che probabilmente si presta meglio alla carta che allo schermo», apprezzando tuttavia la fotografia di Carnera e la scenografia di Guarino.
Guy Lodge di Variety non resta particolarmente colpito dalla regia di Martone, scrivendo che risulta «ripetitivo e noiosamente non lineare, tenta qualcosa di più impressionistico ed espansivo, con risultati emotivamente muti e talvolta stranamente strumentali», apprezzando tuttavia la recitazione «intima» di Golino e quella «eclettica» di De Angelis.

### Critica italiana
Il film ha ottenuto recensioni generalmente positive da parte della critica cinematografica, che ne ha apprezzato in particolar modo la capacità attoriale di Golino, De Angelis e Elodie.
Il critico cinematografico Paolo Mereghetti scrive che il film più che una biografia è «una riflessione sulla libertà» poiché in Fuori di Martone «la ricostruzione cronachistica perde il suo valore e tutto diventa una specie di inno alla vita», ritenendo che sia per uno spettatore «da maneggiare con cura, delicatamente, per farsi conquistare dal suo fascino segreto». Aldo Spiniello di Sentieri Selvaggi afferma che il regista adotta un lavoro «formale e narrativo» con le inquadrature con le quali «tende a richiamare a più riprese questa dimensione carceraria» adottando un meccanismo di «dentro-fuori, fuori-dentro», descrivendo il film come «magnifico ed enorme».
In una recensione positiva Valerio Sammarco del Cinematografo scrive che «rimanendo in superficie, Fuori, potrebbe apparire il semplice racconto di un’amicizia improbabile, con accenni saffici; è solo provando ad entrare realmente dentro che il fuoricampo, il non detto, il non visibile, l'impianto tutto giocato sul sottilissimo crinale tra realtà e immaginazione, e il continuo disinteresse per un racconto cronologico è lì a dimostrarlo, finiscono per depositarsi nelle coscienze», trovandolo «irregolare, libero, in un certo senso difforme e allucinatorio». Camillo De Marco di Cineuropa afferma che «Fuori si affranca accortamente dal classico biopic», soffermandosi sul fatto che la regia di Martone «si arricchisce di un’ulteriore dinamicità, con la macchina da presa di Paolo Carnera, che si muove in una torrida Roma estiva di 45 anni fa, ricreata abilmente dallo scenografo Carmine Guarino e dalla costumista Loredana Buscemi».
Claudia Catalli di Wired Italia resta meno colpita dalla regia e sceneggiatura di Martone, ritenendo che rispetto al «femminile volitivo e indomabile» del precedente film Capri-Revolution, in Fuori si denoti «un tiepido barlume appena accennato dell'irruente spregiudicatezza e ribellione di un'intellettuale», riscontrando inoltre che nella sceneggiatura «il racconto di fascinazione nei confronti di Roberta prende il sopravvento e ruba spazio all'approfondimento di chi fosse veramente questa scrittrice anticonformista e antifascista». In una recensione meno entusiasta, Beatrice Gangi di Ondacinema afferma che il film è «ambizioso, urgente, capace di accendere riflessioni su libertà di genere, identità artistica, e sull’influenza del contesto di inserimento sulla costruzione dell'identità personale, ma che inciampa nella sua stessa complessità», ritenendo che «fatica a trovare coerenza e direzione» trovandolo «un’opera emotivamente intensa ma formalmente irrisolta».

## Riconoscimenti
- 2025 – Festival di Cannes[27]
  - In concorso per la Palma d'oro
- 2025 – Nastro d’argento[28]
  - Migliore attrice protagonista a Valeria Golino
  - Migliore attrice non protagonista a Matilda De Angelis e Elodie (ex aequo)
  - Candidatura al miglior film
  - Candidatura al miglior regista a Mario Martone
  - Candidatura alla migliore sceneggiatura a Mario Martone e Ippolita Di Majo
  - Candidatura alla migliore fotografia a Paolo Carnera
  - Candidatura alla migliore scenografia a Carmine Guarino
  - Candidatura al migliore montaggio a Jacopo Quadri
  - Candidatura al miglior sonoro in presa diretta a Maricetta Lombardo
  - Candidatura al miglior casting director a Paola Di Florio e Raffaele Carpentieri